# 明治大学大学院グローバル・ビジネス研究科
明治大学大学院グローバル・ビジネス研究科（めいじだいがく だいがくいんグローバルビジネスけんきゅうか、英称：Graduate School of Global Business, Meiji University、略称：MBS、明治大学ビジネススクール）は、東京都千代田区神田駿河台にキャンパスを構える明治大学の経営大学院（ビジネススクール）である。

## 概要
明治大学は、文部科学省が国際化を徹底して進める大学を重点支援することで、日本の高等教育の国際競争力を強化し、グローバル人材の育成を図るための、「国際化拠点整備事業」（グローバル30）、「スーパーグローバル大学」に採択(グローバル化牽引型)されていることもあり、近年、グローバル化を強力に推し進めている。その一環として、ビジネススクールの国際認証であるEFMDより、明治大学ビジネススクールで授与される経営管理修士(MBA)プログラムが日本のプログラムとしてはじめてEPAS認証を受けるなど、グローバル水準の経営人材教育体制を整備しつつある。また、多くの実務家や専門家を非常勤で招聘することで、複雑化するビジネス実務を網羅する170科目に及ぶカリキュラムを提供している。
講義は主として明治大学駿河台キャンパスのアカデミーコモンで行われる。2018年度より、海外の有力ビジネススクールや法科大学院より著名教員を招聘するなど、理論的かつ実践的なプログラムをより一層充実させ、国内の他のビジネススクールとの差別化を図っている。三菱UFJリサーチ&コンサルティング（国内5大シンクタンクのひとつ）などが寄付講座を開設している。

## 起源
明治大学商学部は、渋沢栄一や名村泰蔵（大審院長）らの尽力により、1904（明治37）年に日本の私立大学初の商科として開設され、佐野善作（東京商科大学初代学長）など当時の代表的な商学者たちが講師を務め、「明治の商科」として一世紀近くに亘る伝統を有する。また、明治大学経営学部は商学部より分離して設立されたものであるが、同じく日本の私学で最初に開設された経営学部である。このように歴史ある商学部と経営学部の歴史を引き継ぎ、現在の社会的要請である専門経営者の育成を目的として明治大学専門職大学院グローバルビジネス研究科(明治大学ビジネススクール)が設置された。

## アドバイザリーボード
2014年度より教育カリキュラム等について、有識者による実践的且つ専門的見地からの検証・評価・提言を得るべく、「アドバイザリーボード」を設置。2019年度からは専門職大学院設置基準に基づき、専門職大学院教育課程連携協議会と改称の上、重要性を高めつつ継続している。

## 国際認証
MBSは、2018年2月には日本のビジネススクールとしてはじめて国際認証機関であるEFMD（欧州経営開発財団）から、EPAS認証を取得した。なお、EPAS認定校は2018年5月時点で、世界に80校あり、アジアでは、北京大学経営大学院など2校、日本ではMBSだけである。他、AAPBSなどにも加盟。

## 教員
- 刈屋武昭 - 日本不動産金融工学学会会長、日本保険・年金リスク学会会長、ロンドン大学客員教授、シカゴ大学ビジネススクール客員教授
- 上原征彦 - ペンシルベニア大学ウォートン・スクール客員教授
- 青井倫一 - 元MBS研究科長、ハーバード・ビジネス・スクール博士
- 野田稔 - 組織論・経営戦略論、野村総合研究所、ジェイフィール社長
- 山口不二夫 - 会計学、日本会計史学会賞
- 下村英紀 - 租税法、元財務官僚、ハーバード・ロー・スクールLL.M.
- 川田剛 - 国際税務、元財務官僚
- 落合稔 - 元MBS研究科長、会計学、経営戦略会計、元タカラトミーCFO、元アーサー・アンダーセン、CFOカレッジ代表取締役、明治大学名誉教授[9]
- 近藤隆雄 - サービス・マーケティング
- 熊谷健一 - 知的財産マネジメント、元通産官僚
- 中島康典 - 日本不動産研究所顧問、日本不動産鑑定士協会連合会副会長
- 首藤明敏 - 博報堂コンサルティング代表取締役社長
- 岡俊子 - マーバルパートナーズ（旧アビームM&Aコンサルティング）社長、ペンシルベニア大学ウォートン・スクールMBA
- 田下憲雄 - 日本マーケティング・リサーチ協会（JRMA）会長、社会調査研究所（現インテージ）会長、Asia Pacific Research Committee会長
- 藤岡資正 - チュラロンコン大学サシン経営大学院MBA専攻長・日本センター所長、オックスフォード大学サイード・ビジネス・スクール博士
- 青沼君明 - ファイナンス基礎、JAFEE副会長
- 大野雅人 - アカウンティング領域、ハーバード・ロー・スクールLL.M.
- 許佑旭 - マネジメント領域、ウォーリック・ビジネス・スクール博士
- 柳澤伯夫 - 大蔵官僚、金融担当大臣・厚生労働大臣等
- 中島厚志 - 独立行政法人経済産業研究所理事長、みずほ総合研究所執行役員チーフエコノミスト
- 渥美恭弘 - 財務省政策評価審議官、内閣官房審議官、日本証券アナリスト協会代表理事
- 幸田博人 - みずほ証券副社長、アクセンチュアスペシャルアドバイザー
- 松本徹三 - ソフトバンクグループシニアアドバイザー、ソフトバンクモバイル副社長、高IQ者認定支援機構代表理事
- 山川義介 - イノベーション論、ALBERT創業者
- 有馬利男 - 富士ゼロックス（現:富士フイルムビジネスイノベーション）代表取締役社長、NPO法人ジャパン・プラットフォーム共同代表理事
- 若山俊弘 - 米ゼロックスパロアルト研究所、シラキュース大学博士
- 早川周作 - 琉球アスティーダ代表取締役、九州アジアプロ野球機構理事
- 田中伸一 - グッチグループジャパンホールディングス社長
- 大塚久美子‐元(株)大塚家具代表取締役社長、筑波大学法科大学院法務博士（専門職）
- 山下明男 - フォートレス・インベストメント・グループ日本代表、ハーバード・ケネディ・スクールMPA

## 同窓会組織
同窓会組織として、「MBSネットワーク」（MBSN）が組織されており、毎年、OBOG、教員、在学生らによるホームカミングデーが開催されている。

### 修了生
- 八丁地園子 - IBJ International副社長、藤田観光常務、日本航空独立役員、津田塾大学学長特命補佐
- 山崎泰明 - いちよし証券社長
- 立花隆央 - ストライプインターナショナル社長
- 国京紘宇 - ナルミヤ・インターナショナル社長、コンサルタント（デロイトトーマツコンサルティング）
- 浦川竜哉 - 大和ハウス工業取締役常務執行役員、ダイワロジテック社長
- 勝見地映子 - 食文化・美容プロデューサー、実業家
- 古川隆 - アーベーツェー設立、広告学者
- 加村光造 - 勤次郎代表取締役社長
- 髙橋伸佳 - JTB総合研究所ヘルスツーリズム研究所長、日本観光経営学会理事
- 柴原祐喜 - 日本クラウドキャピタルCEO
- 大浦学 - 日本クラウドキャピタルCOO
- 鎌田真悟 - 恵那川上屋社長
- 笛木吉五郎 - 笛木醤油社長
- 中西聖 - プロパティエージェント創業者・社長
- 柏惠子 - コンサルタント
- 山口真紀 - ファイザーブランドマネージャー、ミセスワールド日本代表
- 笹野美妃恵 - プロデューサー、実業家、ミス・インターナショナルファイナリスト
- 横川楓 - 日本金融教育推進協会代表理事、金融・経済アナリスト
- 小池良介 - 社会保険労務士、在NYタレント
- 床鍋義博 - 法政大学大学院イノベーション・マネジメント研究科講師、起業家、東大和市議会議員